# Крылов, Артём Петрович
Артём Петро́вич Крыло́в (род. 3 августа 1991, Санкт-Петербург) — российский актёр, сценарист, режиссёр.

## Биография
По словам Артёма, актёром он захотел стать в 10 классе, до этого планировал стать лингвистом (окончил школу с углублённым изучением испанского и английского языков). На экране дебютировал в 2005 году, в молодёжном сериале о жизни петербургских школьников «ОБЖ 2».
Общеизвестную популярность ему принесла главная роль 400-летнего вампира Кая в русскоязычной адаптации израильского сериала «Сплит», которая вышла на экраны в 2011 году. Образ своего героя актёр создавал сам, характер персонажа стал одним из значительных отличий адаптации от оригинала.
В 2012 году по собственному решению покинул Санкт-Петербургскую государственную академию театрального искусства.
Вскоре после этого Крылов стал сценаристом и режиссёром короткометражного фильма «Роза». Но проект стал лишь пробой пера. В 2016 году вместе с продюсером и фотографом Андреем Ивановым разработал идею и написал сценарий к мини-сериалу «Закон Мёрфи». Зимой того же года идея нашла воплощение, а 23 февраля 2017 года состоялась премьера на т/к «2х2».

## Семейное положение
Отец — Пётр Андреевич Крылов, мать — Елизавета Владимировна Крылова.
В ноябре 2010 года в интернете были обнародованы фотографии со свадьбы Артема Крылова и актрисы Анастасии Немировской. На данный момент они разведены. Со своей женой Артём играл в театральной постановке «ГАЛА-каприз для Дали». После этого он встречался с актрисой Вероникой Иващенко, после неё был долгий роман с актрисой Кристиной Бродской, с которой они разошлись в 2014 году.
В 2018 году женился на Василине Октябрьской (1990). Сын (родился в 2019 г.)

## Фильмография
- 2005 — ОБЖ 2
- 2011 — Сплит — Кай Потоцкий
- 2011 — Непрожитое реж. И. Волкова
- 2012 — Исключение из правил — Степан
- 2012 — Роза / Rosie (короткометражный) — врач
- 2012 — Наружное наблюдение — Гарик
- 2013 — Посредник — Глеб Лосев
- 2013 — Ангел или демон — Гоша
- 2014 — Две легенды — Максим
- 2014 — Анжелика — Кирилл Румянцев
- 2015 — Другая кровь — Руслан
- 2017 — Большие деньги — Андрей Потапов
- 2017 — Закон Мёрфи (мини-сериал) — Артём
- 2017 — Охота на дьявола — Юхани Тиманнен
- 2018 — Вольная грамота — Дмитрий Кречетский
- 2018 — Одна жизнь на двоих — Арсений Челышев
- 2018 — Немезида (в производстве)
- 2018 — Гражданская жена  — Максим
- 2018 — Облепиховое лето — Юрий, поэт
- 2019 — Матрёшка — Дима Шумейко
- 2019 — Укрощение свекрови — Андрей
- 2019 — Завтра будет новый день — Кирилл Бельский
- 2020 — Нефритовая черепаха — Илья Смолин
- 2021 — Некрасивая — Серж
- 2021 — Серебряный волк — Виктор
- 2021 — Укрощение свекрови. Продолжение — Андрей Артамонов
- 2022 — За семью печатями — Артём
- 2022 — Молчание — Андрей
- 2022 — Сила добра
- 2022 — Честное слово
- 2023 — Великая. Золотой век — Алексей Орлов
- 2023 — До рассвета — Марк
- 2023 — Семь минус один — Александр Алабин
- 2023 — Тайны следствия — Бобер
- 2024 — Единственная моя — Дима
- 2024 — Чары любви — Кирилл
- 2024 — Арбатские тайны
- 2024 — Горное солнце — Сева
- 2024 — Павел. Первый и последний
- 2024 — Стюардесса

### Театральные постановки
- ГАЛА-каприз для Дали